# ستان فان جوندي
ستان فان جوندي (بالإنجليزية: Stan Van Gundy)‏ مواليد 26 أغسطس 1959 في إنديو، هو لاعب كرة سلة أمريكي سابق أصبح مدرباً يدرب فريق ديترويت بيستونز في الرابطة الوطنية لكرة السلة. سبق أن درب ميامي هيت وأورلاندو ماجيك.

## روابط خارجية
- ستان فان جوندي على موقع سبورتس رفرنس (الإنجليزية)
- ستان فان جوندي على موقع كلية كرة السلة في سبورتس رفرنس.كوم (الإنجليزية)